# Taalwet onderwijs

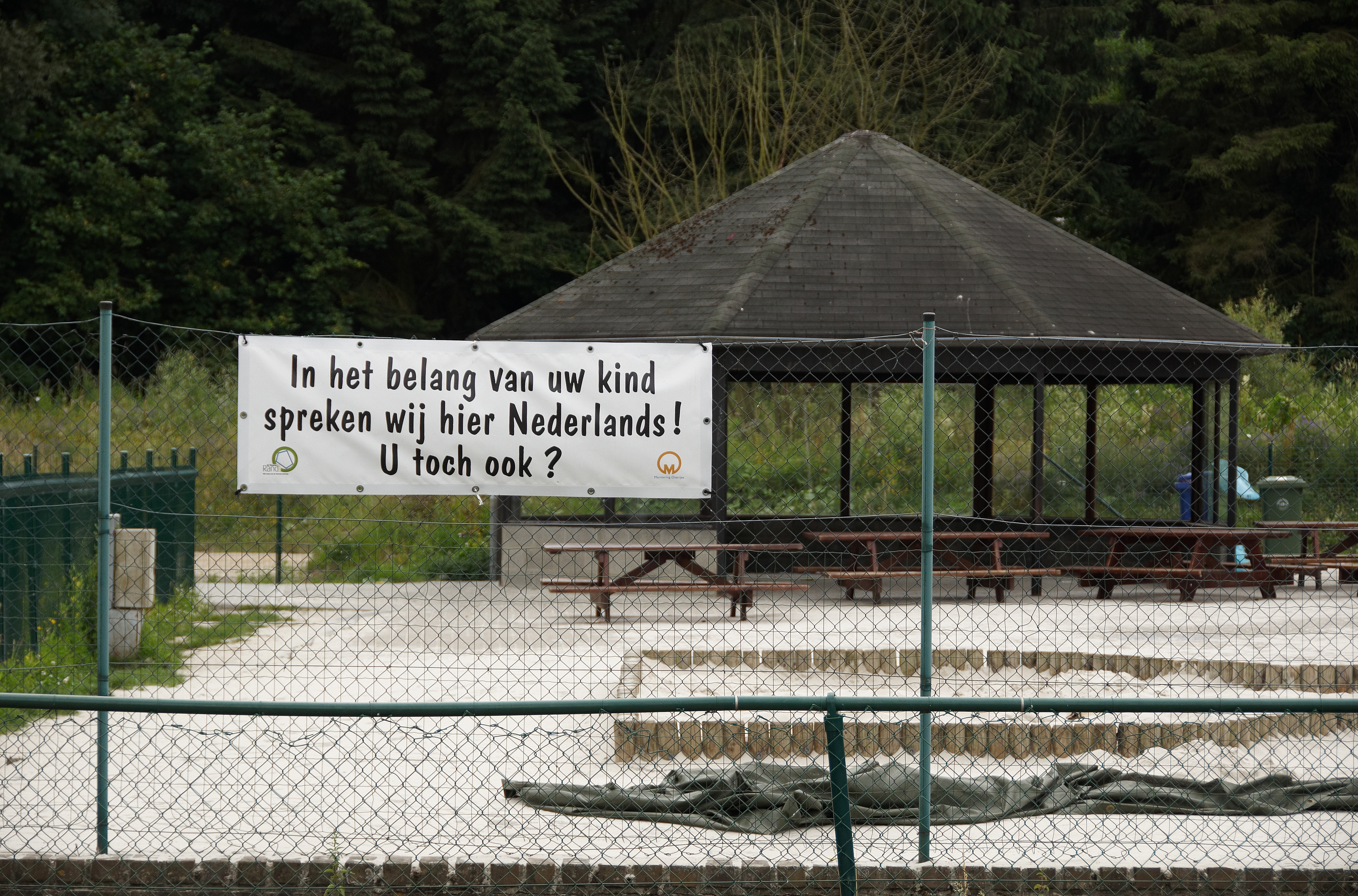
Mededeling bij een school: In het belang van uw kind spreken wij hier Nederlands!

In het kader van de taalwetgeving in België wordt onder andere het gebruik van de talen in het onderwijs geregeld. De wet van 30 juli 1963 houdende taalregeling in het onderwijs geldt voor alle scholen en zij schrijft voor waar welke landstaal gebruikt moet worden: Nederlands, Frans of Duits. Vanzelfsprekend gaat de wet voort op de grondwettelijke indeling van België in vier taalgebieden: het Nederlandse, het Franse, het Duitse en het tweetalig gebied het Brussels Hoofdstedelijk Gewest.
De onderwijstaal is het Nederlands in het Nederlandse taalgebied, het Frans in het Franse taalgebied en het Duits in het Duitse taalgebied, behoudens in de uitzonderingen die de wet voorziet.
In het Brussels Hoofdstedelijk Gewest zowel het Nederlandstalig (ingericht door de Vlaamse Gemeenschap) als het Franstalig,(ingericht door de Franse Gemeenschap) onderwijs aanwezig.
In de faciliteitengemeenten mag het kleuter- en lager onderwijs georganiseerd worden in de erkende andere landstaal, maar enkel voor de anderstaligen van de eigen gemeente.
In het hoger onderwijs is het gebruik van Nederlands enkel verplicht bij bachelors en initiële masters. Toch is er vaak oogluikend toegestaan dat sommige vakken in het Engels gedoceerd worden, terwijl dit officieel niet toegelaten is, en zelfs Engelstalige titels van vakken vertaald dienen te worden. Zo wordt bijvoorbeeld Humanresourcemanagement gedoceerd als "Beheer van het menselijk potentieel".
Voor het taalgebruik in bestuurszaken en het  taalgebruik in rechtszaken geldt een andere regeling.
Sinds 22/08/1963 geldt dat de tweede landstaal moet aangeleerd worden vanaf de lagere school: "Art. 14. In de lagere scholen waar het onderwijs van de tweede taal wettelijk verplicht is, wordt dit onderwijs gegeven door een onderwijzer die het bewijs heeft geleverd van zijn grondige kennis van deze tweede taal en ten minste van zijn voldoende kennis van de onderwijstaal."